# Equació de Dirac
L'equació de Dirac és una equació d'ona relativista de la mecànica quàntica formulada per Paul Dirac el 1928. Dona una descripció de les partícules elementals d'espín ½, com l'electró, i és completament consistent amb els principis de la mecànica quàntica i de la teoria de la relativitat especial. També explica de forma lògica la naturalesa de l'espín de les partícules i l'existència de les antipartícules.

## Introducció
Atès que l'equació de Dirac va ser originalment formulada per a descriure l'electró, en aquest article parlarem generalment d'«electrons». Però actualment l'equació s'aplica a altres menes de partícules elementals d'espín 1⁄2, com els quarks. Una equació modificada de Dirac pot ser usada per a descriure de forma aproximada els protons i els neutrons, que no són partícules elementals perquè estan formats per altres de més petites anomenades quarks.
L'equació de Dirac és: 
{\displaystyle \left(\alpha _{0}mc^{2}+\sum _{j=1}^{3}\alpha _{j}p_{j}\,c\right)\psi (\mathbf {x} ,t)=i\hbar {\frac {\partial \psi }{\partial t}}(\mathbf {x} ,t)}
on m és la massa en repòs de l'electró, c és la velocitat de la llum, p és l'operador de moment, {\displaystyle \hbar } és la constant de Planck, x i t són les coordenades de l'espai i del temps, respectivament, i ψ (x, t) és una funció d'ona de quatre components. La funció d'ona ha de ser formulada com un espinor (objecte matemàtic similar a un vector que canvia de signe amb una rotació de 2π descobert per Pauli i Dirac) de quatre components, i no com un simple escalar, a causa dels requeriments de la relativitat especial. Els α són operadors lineals que governen la funció d'ona, escrits com una matriu i són matrius de 4×4 conegudes com a matrius de Dirac. Hi ha més d'una manera de triar un conjunt de matrius de Dirac, una elecció pràctica seria 
{\displaystyle \alpha _{0}={\begin{bmatrix}1&0&0&0\\0&1&0&0\\0&0&-1&0\\0&0&0&-1\end{bmatrix}}\quad \alpha _{1}={\begin{bmatrix}0&0&0&1\\0&0&1&0\\0&1&0&0\\1&0&0&0\end{bmatrix}}}
{\displaystyle \alpha _{2}={\begin{bmatrix}0&0&0&-i\\0&0&i&0\\0&-i&0&0\\i&0&0&0\end{bmatrix}}\quad \alpha _{3}={\begin{bmatrix}0&0&1&0\\0&0&0&-1\\1&0&0&0\\0&-1&0&0\end{bmatrix}}}
L'equació de Dirac descriu les amplituds de probabilitats per a un electró sol. Aquesta teoria d'una sola partícula dona una predicció prou bona de l'espín i del moment magnètic de l'electró, i explica la major part de l'estructura fina observada a les línies espectrals atòmiques. També fa la peculiar predicció que existeix un conjunt infinit d'estats quàntics en què l'electró té energia negativa. Aquest estrany resultat permeté a Dirac de predir, per mitjà d'una remarcable hipòtesi anomenada teoria dels forats, l'existència d'electrons carregats positivament. Aquesta predicció va ser verificada amb el descobriment del positró, l'any 1932.
Malgrat aquest succés, la teoria va ser descartada perquè implicava la creació i destrucció de partícules, cosa que s'oposa a una de les conseqüències bàsiques de la relativitat. Aquesta dificultat va ser resolta reformulant-la com una teoria quàntica de camps. L'afegiment d'un camp electromagnètic quantificat en aquesta teoria condueix a la moderna teoria de l'electrodinàmica quàntica (Quantum Electrodynamics, QED).

## Deducció de l'equació de Dirac
L'equació de Dirac és una extensió al cas relativista de l'equació de Schrödinger, que descriu l'evolució en el temps d'un sistema quàntic:
{\displaystyle H\left|\psi (t)\right\rangle =i\hbar {\partial  \over \partial t}\left|\psi (t)\right\rangle }
Per conveniència, treballarem en la base de posicions, en què l'estat del sistema és representat per l'equació d'ona ψ(x,t). En aquesta base l'equació de Schrödinger esdevé
{\displaystyle H\psi (\mathbf {x} ,t)=i\hbar {\frac {\partial \psi }{\partial t}}(\mathbf {x} ,t)}
on el hamiltonià H ara denota un operador que actua sobre una funció d'ona més que no pas vectors d'estat.
Hem d'especificar el hamiltonià de manera que descrigui adequadament l'energia total del sistema en qüestió. Considerem un electró «lliure» aïllat de camps de força externs. En un model no relativista, adoptam un Hamiltonià anàleg a l'energia cinètica de la mecànica clàssica (de moment ignorant l'espín):
{\displaystyle H=\sum _{j=1}^{3}{\frac {p_{j}^{2}}{2m}}}
on p són els operadors de moment en cada direcció de l'espai j = 1,2,3. Cada operador de moment actua sobre la funció d'ona com una derivada espacial:
{\displaystyle p_{j}\psi (\mathbf {x} ,t)\equiv -i\hbar \,{\frac {\partial \psi }{\partial x_{j}}}(\mathbf {x} ,t)}
Per descriure un sistema relativista, hem de trobar un hamiltonià diferent. Assumim que els operadors de moment conserven la definició anterior. D'acord amb la famosa relació massa-moment-energia d'Albert Einstein, l'energia total d'un sistema és donada per 
{\displaystyle E={\sqrt {(mc^{2})^{2}+\sum _{j=1}^{3}(p_{j}c)^{2}}}}
d'això es dedueix qualque cosa com:
{\displaystyle {\sqrt {(mc^{2})^{2}+\sum _{j=1}^{3}(p_{j}c)^{2}}}\;\psi =i\hbar {\frac {\partial \psi }{\partial t}}}
Aquesta no és una equació satisfactòria, perquè no tracta per igual l'espai i el temps, un dels principis bàsics de la relativitat especial (el quadrat d'aquesta equació duu a l'equació de Klein-Gordon). Dirac raonà que, mentre la part dreta de l'equació contenia una derivada de primer ordre respecte al temps, la part de l'esquerra devia contenir igualment una primera derivada respecte a l'espai (és a dir, els operadors de moment). Una possibilitat per obtenir això és que la quantitat de l'arrel quadrada sigui un quadrat perfecte. Si considerem
{\displaystyle (mc^{2})^{2}+\sum _{j=1}^{3}(pc)^{2}=\left(\alpha _{0}mc^{2}+\sum _{j=1}^{3}\alpha _{j}p_{j}\,c\right)^{2}}
on les α són constant que han de ser determinades. Formulant el quadrat, i comparant coeficients de cada terme, obtenim les següents condicions per α:
{\displaystyle \alpha _{\mu }^{2}=I\,,\qquad \qquad \quad \;\;\mu =0,1,2,3}
{\displaystyle \alpha _{\mu }\alpha _{\nu }+\alpha _{\nu }\alpha _{\mu }=0\,,\quad \mu \neq \nu }
Aquí, I és l'element identitat. Aquestes condicions poden ser escrites de manera més breu:
{\displaystyle \left\{\alpha _{\mu },\alpha _{\nu }\right\}=2\delta _{\mu \nu }\cdot I}
on {...} és l'anticommutador, definit com a {A,B}
≡ AB+BA, i δ és la delta de Kronecker, que té el valor 1, si els dos subíndexs són iguals, i 0 en els altres casos.
Aquestes condicions no poden ser satisfetes si els α són nombres ordinaris, però poden ser satisfetes si les α són matrius. Les matrius han de ser hermítiques, ja que el hamiltonià és un operador hermític. Les matrius més petites que funcionen són les matrius 4×4, però hi ha més d'una elecció possible, o representació, de les matrius. Si bé l'elecció de la representació no pot afectar les propietats de l'equació de Dirac, això afecta el significat físic dels components individuals de la funció d'ona.
A la introducció hem presentat la representació usada per Dirac. Aquesta representació pot ser escrita de forma més compacta:
{\displaystyle \alpha _{0}={\begin{bmatrix}I&0\\0&-I\end{bmatrix}}\quad \alpha _{j}={\begin{bmatrix}0&\sigma _{j}\\\sigma _{j}&0\end{bmatrix}}}
on 0 i I, són les matrius 2×2 zero i identitat, respectivament, i σj's (j=1,2,3) són les matrius de Pauli
Ara és senzill dur a terme l'arrel quadrada, que dona l'equació de Dirac. El hamiltonià en aquesta equació:
{\displaystyle H=\,\alpha _{0}mc^{2}+\sum _{j=1}^{3}\alpha _{j}p_{j}\,c}
s'anomena hamiltonià de Dirac.

### Naturalesa de la funció d'ona
Com la funció d'ona ψ es representa per la matriu de Dirac 4×4, ha de ser un objecte de 4 components. Veurem, a la pròxima secció, que la funció d'ona conté dos conjunts de graus de llibertat, un associat amb l'energia positiva, i l'altre amb l'energia negativa. Cada conjunt conté dos graus de llibertat que descriuen les amplituds de probabilitat perquè l'espín sia cap amunt o cap avall, segons una direcció especificada.
Podem escriure explícitament la funció d'ona com una matriu columna:
{\displaystyle \psi (\mathbf {x} ,t)\equiv {\begin{bmatrix}\psi _{1}(\mathbf {x} ,t)\\\psi _{2}(\mathbf {x} ,t)\\\psi _{3}(\mathbf {x} ,t)\\\psi _{4}(\mathbf {x} ,t)\end{bmatrix}}}
l'equació d'ona dual pot ser escrita com una matriu simple:
{\displaystyle \psi ^{\dagger }(\mathbf {x} ,t)\equiv {\begin{bmatrix}\psi _{1}^{*}(\mathbf {x} ,t)&\psi _{2}^{*}(\mathbf {x} ,t)&\psi _{3}^{*}(\mathbf {x} ,t)&\psi _{4}^{*}(\mathbf {x} ,t)\end{bmatrix}}}
on el superíndex denota una conjugació complexa. Per comparació. La dualitat d'una funció d'ona escalar (un component) és un conjugat complex.
Com en la mecànica quàntica d'una partícula única, el "quadrat absolut" de la funció d'ona dona la densitat de probabilitat de la partícula en cada posició x, temps t. En aquest cas, el "quadrat absolut" és obtingut per la multiplicació de matrius:
{\displaystyle \psi ^{\dagger }\psi \,(\mathbf {x} ,t)=\sum _{j=1}^{4}\psi _{j}^{*}(\mathbf {x} ,t)\psi _{j}(\mathbf {x} ,t)}
La conservació de la probabilitat dona la condició de normalització
{\displaystyle \int \psi ^{\dagger }\psi \,(\mathbf {x} ,t)\;d^{3}x=1}
Aplicant l'equació de Dirac, podem examinar el flux local de probabilitat:
{\displaystyle {\frac {\partial }{\partial t}}\psi ^{\dagger }\psi \,(\mathbf {x} ,t)=-\nabla \cdot \mathbf {J} }

El flux de probabilitat J és donat per 
{\displaystyle J_{j}=c\psi ^{\dagger }\alpha _{j}\psi }
Multiplicant J per la càrrega de l'electró e dona la densitat de corrent elèctric j portada per l'electró.
Els valors dels components de la funció d'ona depenen del sistema coordinat. Dirac mostrà com ψ transforma baix canvis generals del sistema coordinat, incloent-hi rotacions en l'espai tridimensional, així com en les transformacions de Lorentz entre els esquemes relativistes de referència. Això du al fet que ψ no es transforma com un vector, a causa de rotacions, i de fet és un tipus d'objecte conegut com a espinor.

## Espectre d'energia
És instructiu trobar els estats propis d'energia del Hamiltonià de Dirac. Per fer això hem de resoldre l'equació de Schrödinger independent del temps:
{\displaystyle H\psi _{0}(\mathbf {x} )=E\psi _{0}(\mathbf {x} )}
on ψ és el fragment independent del temps de la eigenfunció de l'energia: 
{\displaystyle \psi (\mathbf {x} ,t)=\psi _{0}(\mathbf {x} )e^{-iEt/\hbar }}
Cerquem una solució d'ona-plana. Per conveniència, alineam la z del eix amb la direcció en què la partícula s'està movent, com a 
{\displaystyle \psi _{0}=we^{\frac {ipz}{\hbar }}}
on w és un espinor constant de quatre components, i p és el moment de la partícula, tal com podem verificar aplicant l'operador de moment a la funció d'ona. En la representació de Dirac, l'equació per ψ0 minva a l'equació de valors propis.
{\displaystyle {\begin{bmatrix}mc^{2}&0&pc&0\\0&mc^{2}&0&-pc\\pc&0&-mc^{2}&0\\0&-pc&0&-mc^{2}\end{bmatrix}}w=Ew}
Per cada valor de p, hi ha dos espais propis, ambdós de dues dimensions. Un espai propi conté valors propis positius, i l'altre valors propis negatius, de la forma:
{\displaystyle E_{\pm }(p)=\pm {\sqrt {(mc^{2})^{2}+(pc)^{2}}}}

L'espai propi positiu està estructurat pels estats propis:
{\displaystyle \left\{{\begin{bmatrix}pc\\0\\\epsilon \\0\end{bmatrix}}\,,\,{\begin{bmatrix}0\\pc\\0\\-\epsilon \end{bmatrix}}\right\}\times {\frac {1}{\sqrt {\epsilon ^{2}+(pc)^{2}}}}}
i l'espai propi negatiu pels estats propis:
{\displaystyle \left\{{\begin{bmatrix}-\epsilon \\0\\pc\\0\end{bmatrix}}\,,\,{\begin{bmatrix}0\\\epsilon \\0\\pc\end{bmatrix}}\right\}\times {\frac {1}{\sqrt {\epsilon ^{2}+(pc)^{2}}}}}
On 
{\displaystyle \epsilon \equiv |E|-mc^{2}}
El primer estat propi de l'estructura de cada espai propi té espín apuntant en la direcció +z ("espín per amunt"), i el segon estat propi té espín apuntant en la direcció -z ("espín per avall).
En el límit no relativista, el component de l'espinor ε redueix l'energia cinètica de la partícula, que és insignificant comparada amb pc:
{\displaystyle \epsilon \sim {\frac {p^{2}}{2m}}<<pc}
En aquest límit, per tant, podem interpretar els quatre components de la funció d'ona com les seves amplituds respectives del (I) espín amunt amb energia positiva, i el (II) espín avall amb energia positiva, (III) espín amunt amb energia negativa, i (IV) espín avall amb energia negativa. Aquesta descripció no és acurada en el règim de la relativitat, on els components no nuls de l'espinor són de mides similars.

## Teoria dels forats
Les solucions negatives de E a la secció precedent són problemàtiques, pels mecànics relativistes ens diuen que l'energia d'una partícula en repòs (p= 0) seria E = mc² tant com E = - mc². Parlant matemàticament, sigui com sigui, sembla no haver-hi motius per rebutjar les solucions d'energia negativa.
Per enfrontar-se amb aquest problema, Dirac introduí la hipòtesi, coneguda com a teoria dels forats, segons la qual el buit és l'estat més important dels quanta en el que tots estats propis d'energia negativa de l'electró estan ocupats. Aquesta descripció del buit, com un «mar» d'electrons és anomenada el mar de Dirac. El principi d'exclusió de Pauli prohibeix als electrons ocupar el mateix estat, qualsevol electró addicional seria forçat a ocupar un estat propi d'energia positiva, i els electrons d'energia positiva no podrien decaure a estats propis d'energia negativa.
Posteriorment Dirac va raonar que si els estats propis d'energia negativa estan plens de forma incompleta, cada estat propi no ocupat -anomenat forat- podria comportar-se com una partícula carregada positivament. El forat té energia positiva, ja que es necessita energia per crear un parell partícula-forat a partir del buit. Dirac en un principi pensava que el forat era un protó, però Hermann Weyl advertí que el forat es comportaria com si tingués la mateixa massa de l'electró, mentre el protó és més de mil vegades més pesant. El forat va ser finalment identificat com el positró, descobert experimentalment per Carl David Anderson el 1932.
Per necessitat, la teoria dels forats assumeix que els electrons d'energia negativa en el mar de Dirac no interaccionen els uns amb els altres, ni amb els electrons d'energia positiva. Amb aquesta assumpció, el mar de Dirac produiria una immensa (de fet infinita) càrrega elèctrica negativa, la major part de la qual d'una manera o altra seria anul·lada per un mar de càrrega positiva a causa del fet que el buit resta neutre elèctricament. Tanmateix, és completament insatisfactori postular que els electrons d'energia positiva poden ser afectats pel camp electromagnètic, mentre els electrons d'energia negativa no ho són. Per aquest motiu, els físics abandonaren la teoria dels forats en favor de la teoria de camps de Dirac, la qual deixa de banda el problema dels estats d'energia negativa tractant els positrons com a vertaderes partícules. (Caveat: en algunes aplicacions de la física de la matèria condensada, els conceptes basats en la «teoria dels forats» són vàlids). El mar d'electrons de conducció, en un conductor elèctric, anomenat mar de Fermi, conté electrons amb energies més altes que el potencial químic del sistema. Un estat buit en el mar de Fermi es comporta com un electró carregat positivament, si bé es remet tant a un «forat» com un positró. La càrrega negativa del mar de Fermi és equilibrada per la càrrega positiva de la reixa iònica del material).

## Interacció electromagnètica
Fins aquí hem considerat un electró que no està en contacte amb camps externs. Continuant per analogia amb el hamiltonià d'una partícula carregada en l'electrodinàmica quàntica, podem modificar el hamiltonià de Dirac per incloure els efectes d'un camp electromagnètic. El hamiltonià revisat és (en unitats del SI):
{\displaystyle H=\alpha _{0}mc^{2}+\sum _{j=1}^{3}\alpha _{j}\left[p_{j}-eA_{j}(\mathbf {x} ,t)\right]c+e\phi (\mathbf {x} ,t)}
on e és la càrrega elèctrica de l'electró i A i ψ són els potencials electromagnètics escalar i vectorial, respectivament. Aquí, els potencials s'escriuen com a funcions del temps t i de l'operador de posició x. Aquesta és una aproximació semiclàssica que és vàlida quan les fluctuacions quàntiques del camp (per exemple, l'emissió i absorció de fotons) no són importants.
Donant a ψ el valor 0 i treballant en el límit no relativista, Dirac solucionà per a les dues primeres components en les funcions d'ona d'energia positiva (que són les components dominants en el límit no relativista), obtenint 
{\displaystyle \left({\frac {1}{2m}}\sum _{j}|p_{j}-eA_{j}(\mathbf {x} ,t)|^{2}-{\frac {\hbar e}{2mc}}\sum _{j}\sigma _{j}B_{j}(\mathbf {x} )\right){\begin{bmatrix}\psi _{1}\\\psi _{2}\end{bmatrix}}}
 {\displaystyle =(E-mc^{2}){\begin{bmatrix}\psi _{1}\\\psi _{2}\end{bmatrix}}}
on B = {\displaystyle \nabla } ×A és el camp magnètic que actua sobre la partícula. Aquesta és precisament l'equació de Pauli per a una partícula d'espín ½ no relativista, amb un moment magnètic {\displaystyle \hbar e/2mc} (per exemple: un factor g d'espín igual a 2). El moment magnètic real de l'electró és més gran que això, però solament un 0,12%. La diferència és deguda a les fluctuacions quàntiques en el camp electromagnètic, que poden ser menyspreades.
Durant molts d'anys després del descobriment de l'equació de Dirac, la majoria de físics creien que també descrivia el protó i el neutró, que també són partícules d'espín -1/2. Tot i així, començant amb els experiments de Stern i Frisch el 1933, es va descobrir que el moment magnètic d'aquestes partícules era notablement diferent de les prediccions de l'equació de Dirac. El protó té un moment magnètic 2,79 vegadés més gran que la predicció (amb la massa del protó posada com m a les fórmules esmentades), és a dir, un factor g de 5,58. El neutró, que és elèctricament neutre, té un factor g de -3,83. Aquests moments magnètics anormals van ser el primer indici experimental de què el protó i el neutró no eren partícules elementals. De fet estan compostos de partícules més petites anomenades quarks.

### Interacció hamiltoniana
És digne de tenir-se en consideració que el hamiltonià pot ser escrit com a suma de dos termes:
H = H el + H  int
on Hel és el hamiltonià de Dirac per a un electró lliure i Hint és el Hamiltonià de la interacció electromagnètica. Aquest darrer es pot escriure com:
{\displaystyle H_{int}=e\phi (\mathbf {x} ,t)-ec\sum _{j=1}^{3}\alpha _{j}A_{j}(\mathbf {x} ,t)}
Això té el valor esperat
{\displaystyle \langle H\rangle =\int \,\psi ^{\dagger }H_{int}\psi \,d^{3}x=\int \,\left(\rho \phi -\sum _{i=1}^{3}j_{i}A_{i}\right)\,d^{3}x}
on ρ és la densitat de càrrega elèctrica i j és la densitat de corrent elèctric. La integral al darrer terme és la densitat d'energia d'interacció. Això és una quantitat escalar covariant relativista, com podem veure escrivint-ho en termes del quadrivector càrrega-corrent j = (ρc,j) i el quadrivector del potencial A = (φ/c,A):
{\displaystyle \langle H\rangle =\int \,\left(\sum _{\mu ,\nu =0}^{3}\eta _{\mu \nu }j_{\mu }A_{\nu }\right)\;d^{3}r}
on η és la mètrica de l'espaitemps pla:
{\displaystyle {\begin{matrix}\eta _{00}=1&\\\eta _{ii}=-1&\forall i=1,2,3\\\eta _{\mu ,\nu }=0&\forall \mu \neq \nu \end{matrix}}}

## Notació covariant relativista
Tornem a l'equació de Dirac per l'electró lliure. És sovint profitós escriure l'equació en una forma covariant relativista, en la que les derivades en el temps i l'espai són tractades al mateix nivell.
Per fer això, primer recordam que l'operador del moment p funciona com una derivada espacial:
{\displaystyle \mathbf {p} \psi (\mathbf {x} ,t)=-i\hbar \nabla \psi (\mathbf {x} ,t)}
Multiplicant cada membre de l'equació de Dirac per a0 (recordant que α0²=I) i omplint a l'esmentada definició de p, obtenim
{\displaystyle \left[i\hbar c\left(\alpha _{0}{\frac {\partial }{c\partial t}}+\sum _{j=1}^{3}\alpha _{0}\alpha _{j}{\frac {\partial }{\partial x_{j}}}\right)-mc^{2}\right]\psi =0}
Ara, definim quatre matrius gamma:
{\displaystyle \gamma _{0}=\alpha _{0}\,,\quad \gamma _{j}=\alpha _{0}\alpha _{j}}
Aquestes matrius tenen la propietat que 
{\displaystyle \left\{\gamma _{\mu },\gamma _{\nu }\right\}=2\eta _{\mu \nu }\cdot I\,,\quad \mu ,\nu =0,1,2,3}
on η, una vegada més, és la mètrica de l'espaitemps pla. Aquestes relacions defineixen una àlgebra de Clifford anomenada «àlgebra de Dirac»
L'equació de Dirac pot ser ara escrita, usant el quadrivector de posició-temps x = (ct,x), com
{\displaystyle \left(i\hbar c\,\sum _{\mu =0}^{3}\;\gamma _{\mu }\,{\frac {\partial }{\partial x_{\mu }}}-mc^{2}\right)\psi =0}